# Cesc Fàbregas
Francesc Fàbregas Soler, detto Cesc (pron. catalana: [fɾənˈsɛsk] o [ˈsɛsk ˈfaβɾəɣəs suˈɫe]; Arenys de Mar, 4 maggio 1987), è un allenatore di calcio ed ex calciatore spagnolo, di ruolo centrocampista, tecnico del Como.
Nel corso della sua carriera ha vinto 12 titoli con i club, tra cui spiccano una Supercoppa UEFA e una Coppa del mondo per club FIFA con il Barcellona. Con la nazionale spagnola è stato campione del mondo nel 2010, e campione d'Europa nel 2008 e nel 2012.

## Biografia

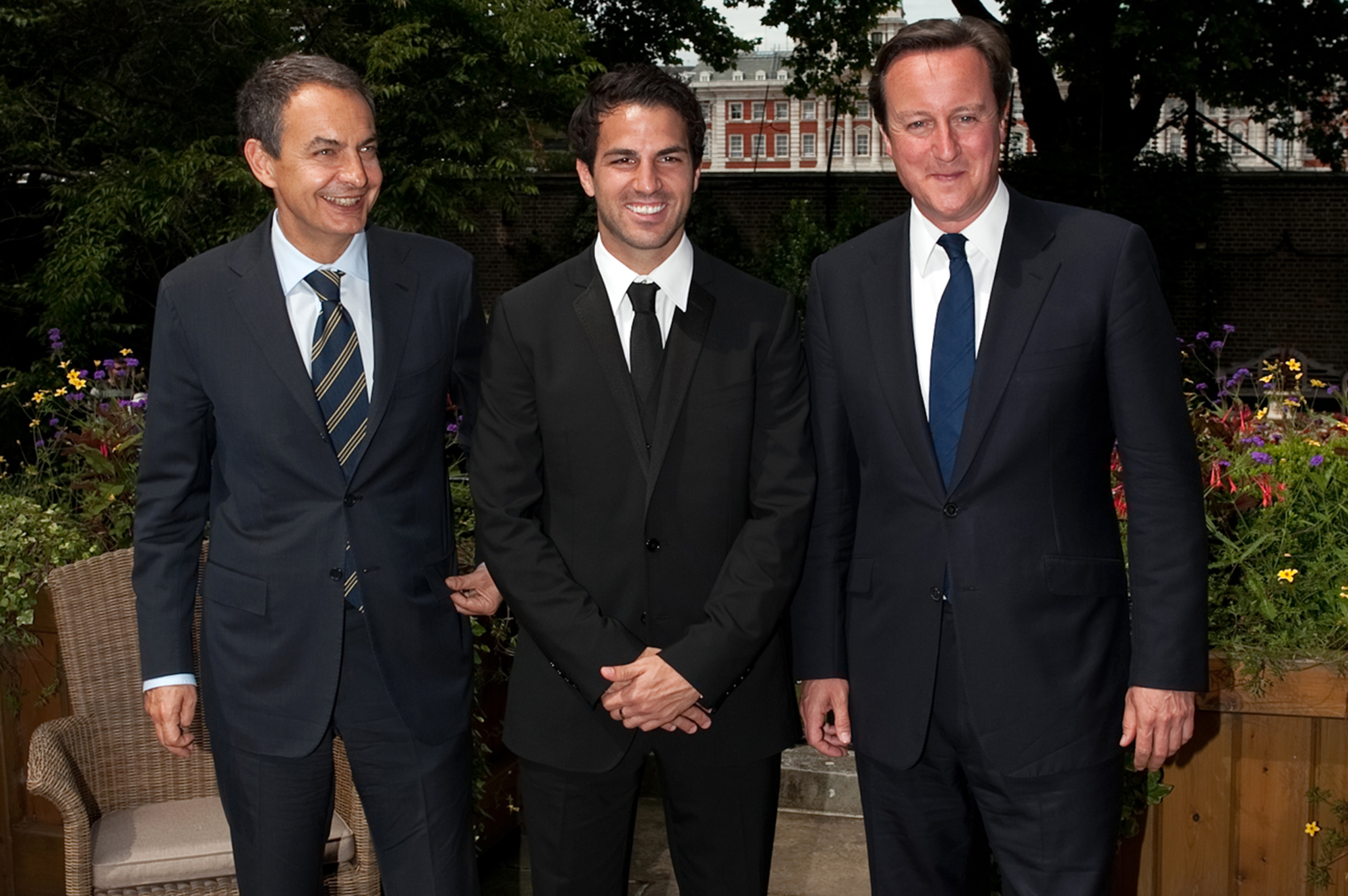
Fàbregas nel luglio 2011 tra gli allora primi ministri di Spagna, José Luis Rodríguez Zapatero, e del Regno Unito, David Cameron

Fàbregas è nato nel 1987 da Francesc Fàbregas Sr., che dirigeva un'azienda di proprietà, e Núria Soler, proprietaria di una fabbrica di pasta.
Tifoso del Barcellona sin da ragazzo, assistette con suo nonno al primo incontro di tale club a 9 anni.
È stato protagonista di un programma televisivo a lui dedicato, intitolato The Cesc Fàbregas Show: Nike Live, sponsorizzato dalla Nike e andato in onda su Sky Sports il 19 maggio 2008. Il programma presenta Fàbregas in vari sketch con diversi compagni di squadra dell'Arsenal, come Philippe Senderos e Nicklas Bendtner, l'allenatore Arsène Wenger, i genitori dello spagnolo e la star di Little Britain Matt Lucas.
Il 10 aprile 2013 ha avuto una figlia dalla compagna Daniella.

## Caratteristiche tecniche

### Giocatore
Le funzioni dello spagnolo erano per la maggior parte quelle di regista e la sua dote principale era il passaggio filtrante rasoterra. Raramente ricorreva a lanci lunghi. Durante la sua militanza nell'Arsenal è stato descritto come parte vitale nelle dinamiche della squadra, dove ha dimostrato fantasia, creatività e altruismo nell'intricato gioco dei Gunners, dando prova di una maturità che non faceva intuire la sua giovane età. Nei calci piazzati era una delle prime scelte, sia su quelli d'angolo che su quelli di punizione.

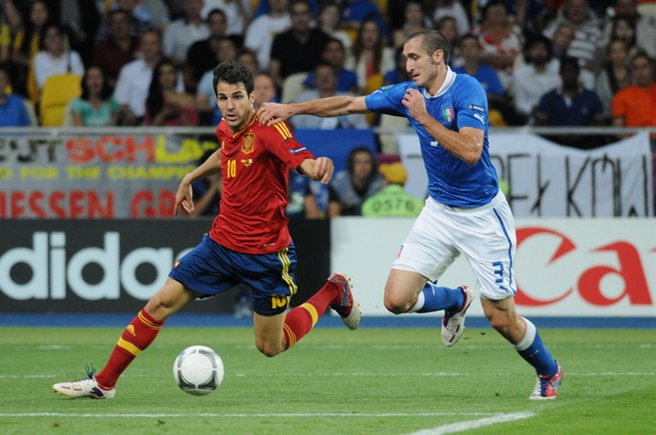
Fàbregas (a sinistra) contrastato dall'italiano Chiellini nella finale del campionato d'Europa 2012

Fàbregas ha dichiarato in un'intervista che, mentre Patrick Vieira ha rappresentato un modello di riferimento e un mentore, il suo stile di gioco sin dalla sua infanzia si è ispirato a quello del connazionale Pep Guardiola. Aveva uno stile di gioco differente rispetto ad altri calciatori dell'Arsenal che in passato ricoprirono il suo ruolo, preferendo l'abilità alla forza: inizialmente questo causò molte critiche, specialmente riguardo al suo scarso peso e alla debole ossatura, che lo portavano a un gioco poco aggressivo. Anche il suo ex compagno di squadra, Ashley Cole, lo definì, nella sua autobiografia, un "peso piuma che deve dimostrare ancora tutto".
Comunque, durante quel periodo, le statistiche di Fàbregas migliorarono durante la stagione, e pian piano il giovane iberico acquistò uno stile di gioco più aggressivo. La sua importanza nella squadra come la principale fonte di giocate creative è anche testimoniata dai 16 assist offerti in tutte le competizioni della stagione 2006-2007. Secondo una sua affermazione, segnare è stato il suo punto debole durante le sue prime stagioni all'Arsenal; l'insufficienza nella fase realizzativa era anche un problema di tutta la squadra durante le stagioni 2005-2006 e 2006-2007. Questa situazione mutò a partire dalla stagione 2007-2008, quando segnò 11 gol durante le prime 16 partite, e l'allenatore Wenger paragonò la visione di gioco dello spagnolo a quella di Michel Platini. Agli esordi, data la giovane età, spesso erano sorte preoccupazioni riguardo al gran numero di partite disputate da Fàbregas, sia nella squadra di club che con la nazionale.

## Carriera

### Giocatore

#### Club

##### Barcellona
Prodotto della cantera del Barcellona, cominciò la sua carriera calcistica proprio alla Masia con la squadra catalana. Iniziò nel ruolo di mediano, ma ciò non gli impedì di divenire un prolifico goleador, a volte segnando 30 gol in una stagione per la squadra giovanile. Rimase in blaugrana fino a sedici anni anche se non debuttò mai in prima squadra.

##### Arsenal

###### I primi anni a Londra
Capendo di avere quindi poche chance in Spagna, e vicino al trasferimento all'Inter, l'11 settembre 2003 firmò invece per l'Arsenal. Inizialmente, trovò alcune difficoltà a vivere nella capitale inglese, ma presto strinse un'amicizia con il compagno di squadra Philippe Senderos, che lo aiutò ad ambientarsi. All'età di 16 anni, Fàbregas non si sarebbe aspettato di entrare subito in prima squadra, ma intanto apprendeva da calciatori importanti come Patrick Vieira e Gilberto Silva; contemporaneamente si allenava duramente e studiava la lingua inglese. Tuttavia fece il suo debutto con l'Arsenal non molto più tardi, il 23 ottobre 2003, in una partita di League Cup contro il Rotherham Utd. Ciò lo portò a diventare il più giovane calciatore dell'Arsenal di sempre ad avere giocato in prima squadra, all'età di 16 anni e 177 giorni. Successivamente divenne anche il più giovane marcatore nella storia dell'Arsenal sempre in un match di League Cup, segnando in una vittoria per 5-1 contro il Wolverhampton. Sebbene l'Arsenal quella stagione vinse il campionato senza sconfitte, Fàbregas non fu premiato con la medaglia poiché non fece alcuna presenza in questa competizione.
Lo spagnolo debuttò in campionato nella stagione 2004-2005, a 17 anni, quando giocò la sua prima partita al di fuori della League Cup. Fu contro il Manchester Utd nella Community Shield. Dopo un infortunio a Vieira, Fàbregas prese il suo posto e totalizzò quattro presenze consecutive in Premier League. Ricevette ottime critiche per le sue prestazioni, avendo segnato anche un gol nel match vinto 3-0 contro il Blackburn Rovers. Diventò così il più giovane calciatore di sempre nell'Arsenal ad avere segnato in campionato. A seguito di alcuni infortuni a Edu e Gilberto Silva, ricevette più spazio in tutte le competizioni. Nella UEFA Champions League è diventato il secondo goleador più giovane nella storia del torneo dopo aver segnato il terzo gol contro il Rosenborg in una partita finita 5-1 per i Gunners. Concluse questa stagione vincendo il primo trofeo con l'Arsenal da quando giocava titolare, nella finale di FA Cup 2004-2005 vinta contro il Manchester Utd ai tiri di rigore.

###### La conferma

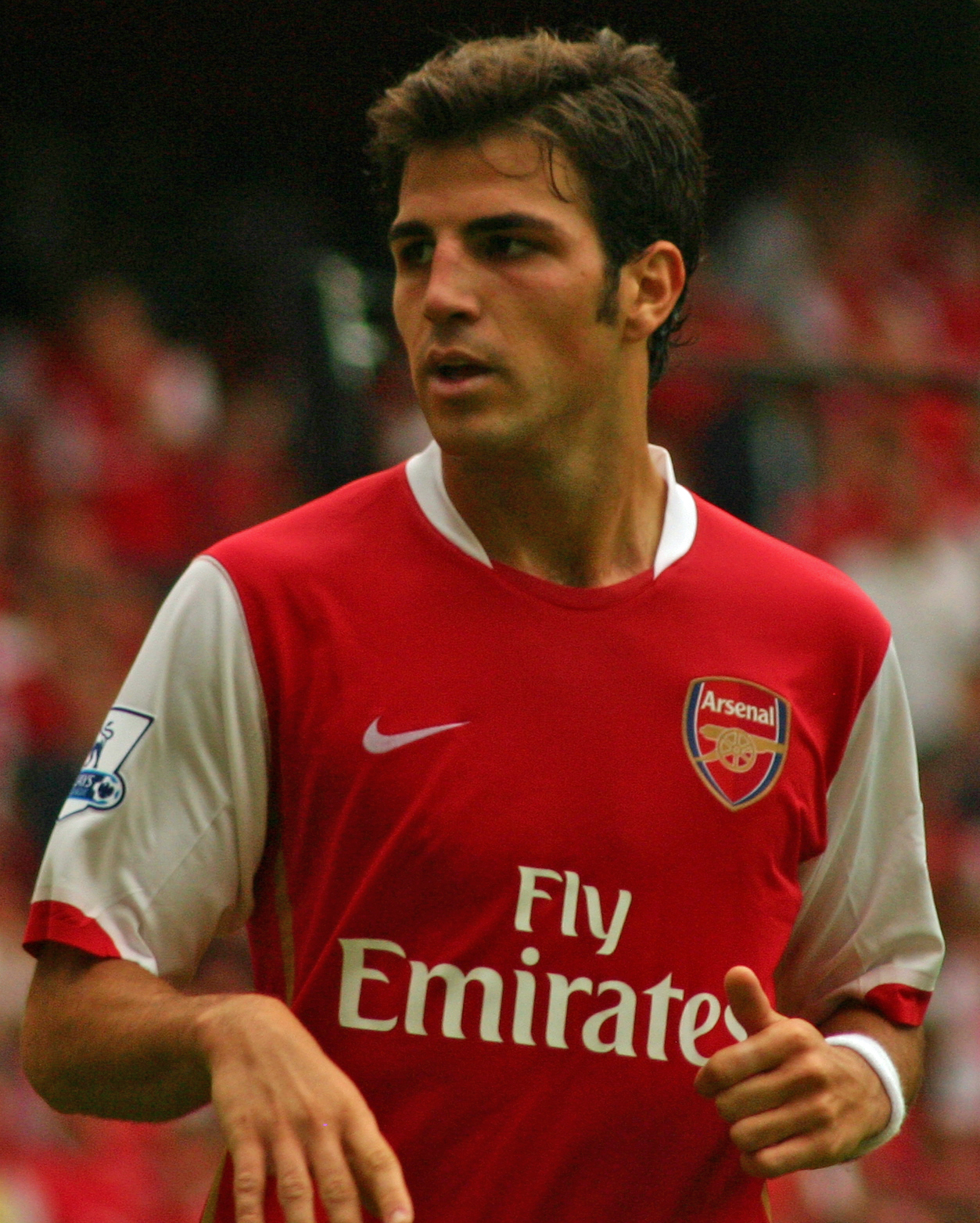
Fàbregas all'Arsenal nel 2007

Nella stagione 2005-2006, dopo la cessione di Vieira alla Juventus, Fàbregas si distinse regolarmente nel centrocampo dell'Arsenal a fianco di Gilberto Silva, e totalizzò 49 presenze tra tutte le competizioni. Nonostante la sua giovane età, le sue prestazioni finirono sotto gli occhi di tutti per la sua sempre migliore partecipazione nella prima squadra. Comunque, possedeva un'ossatura debole e giocava con meno aggressività di Vieira, il che sollevava dubbi riguardo alle sue capacità di colmare il vuoto lasciato dal francese. Ma Fàbregas affermò il suo stile di gioco e impressionò gli esperti nelle partite di Champions League contro il Real Madrid e la Juventus. In quest'ultima, segnò il primo gol dell'Arsenal e fece da assistman per il secondo di Thierry Henry. Allo stesso tempo provò che poteva competere contro i giocatori più forti fisicamente, specialmente centrocampisti aggressivi come Vieira. Giocò successivamente la finale contro il suo ex club Barcellona, ma l'Arsenal fu sconfitto 2-1; con questo risultato, fu determinato il fallimento della squadra nel vincere trofei durante la stagione.
La stagione seguente a Fàbregas fu assegnata la maglia numero quattro appartenuta a Vieira. Data la sua grande crescita, fu oggetto di speculazioni di mercato durante l'estate; il Real Madrid espresse il desiderio di comprarlo nonostante il suo lungo contratto con l'Arsenal, ma l'allenatore Arsène Wenger dichiarò che la sua squadra non avrebbe accettato alcuna offerta. Nel settembre 2006, a sei anni dalla scadenza del suo contratto, l'Arsenal offrì al giocatore un maggiore ingaggio; data l'inusuale lunghezza del suo contratto, Fàbregas citò il bel modo di giocare dell'Arsenal e Wenger come le ragioni per la sua decisione di rimanere a lungo. La stagione 2006-2007 fu un'esperienza di insegnamento per i giovani dell'Arsenal e Fàbregas. Il club ancora una volta non riuscì a conquistare alcun trofeo e fu battuto dai rivali cittadini del Chelsea nella finale di League Cup. Comunque, Fàbregas emerse come uno dei più creativi giocatori chiave della squadra, giocando ogni singola partita di campionato. Mise inoltre in moto l'avventura dell'Arsenal nella UEFA Champions League 2006-2007, quando segnò una doppietta nella vittoria per 3-0 contro la Dinamo Zagabria in uno dei match di qualificazione. In Premier League fece tredici assist, il secondo record di tutto quel campionato. Finì la stagione conquistando vari premi individuali, tra cui il premio Golden Boy assegnatogli dal quotidiano sportivo italiano Tuttosport, basatosi su un sondaggio tra i maggiori esperti calcistici in Europa. Fu selezionato nella Squadra dell'anno UEFA, e vinse il premio FA Premier League Player of the Month (Giocatore del mese FA Premier League) nel gennaio 2007. Inoltre fu anche nominato per i premi Giocatore dell'anno della PFA e Giovane dell'anno della PFA, ma furono assegnati tutti e due a Cristiano Ronaldo del Manchester Utd. Nel giugno 2007, fu anche premiato come Arsenal's Player of the Season (Giocatore dell'Arsenal della stagione), prendendo il 60% dei voti.

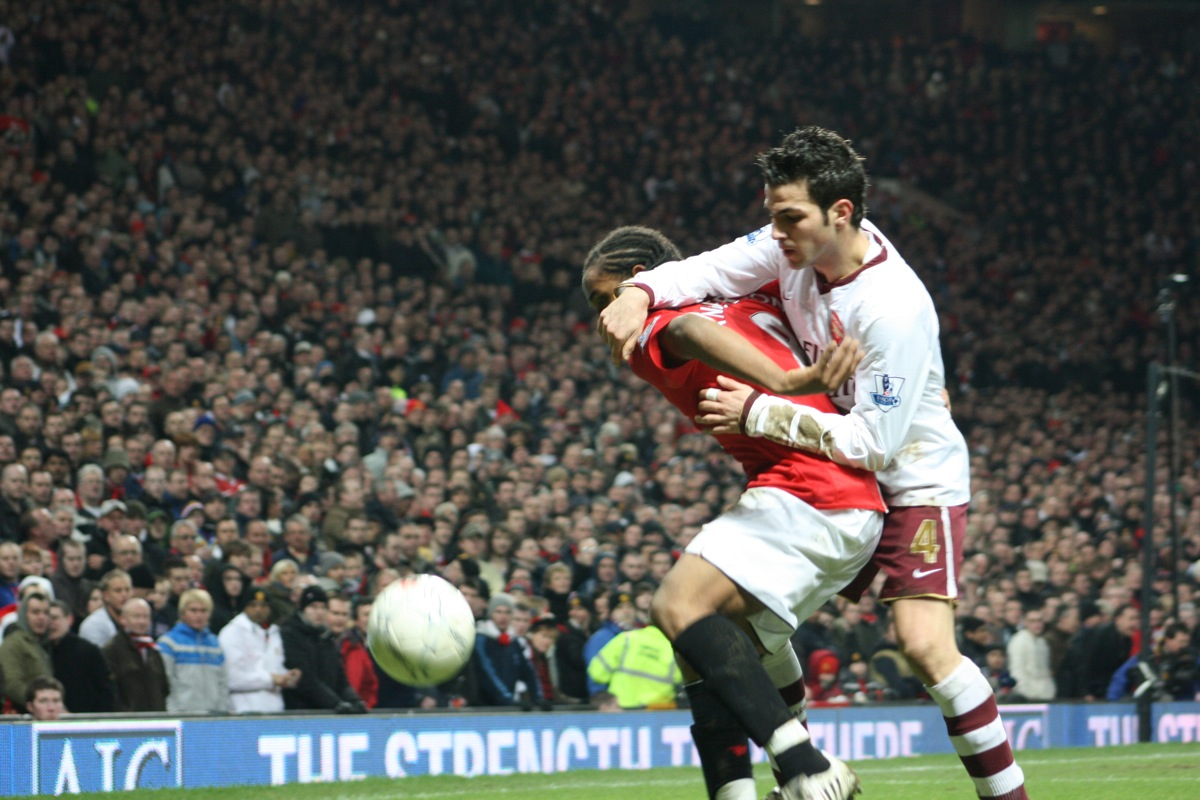
Fàbregas (a destra) in contrasto sul mancuniano Anderson nel 2008

La stagione 2007-2008 incominciò con molta incertezza da parte dell'Arsenal. Come prima cosa, David Dein, il vice presidente del club, se ne andò tra accuse a suo parere ingiuste e senza prove; partì poi il capitano e il goleador più prolifico di sempre della squadra, Thierry Henry, che si unì al Barcellona. Ci furono anche speculazioni riguardo al futuro di Wenger sulla panchina del club. Fàbregas capì che sarebbe potuto diventare il giocatore più determinante per i Gunners, e dichiarò di essere pronto per la sfida. Incominciò la stagione bene, facendo gol e assist, e il sito web soccernet attribuì i primi successi della squadra al giovane spagnolo. Anche per questi motivi si guadagnò il trofeo O2 Player of the Month dai tifosi dell'Arsenal nei mesi di agosto, settembre e ottobre, oltre all'altro premio Premier League Player of the Month di settembre. Mentre l'Arsenal guidava il campionato fino a marzo, Fàbregas riuscì a essere ugualmente importante nelle partite di Champions League; nel turno di ritorno contro il Milan, il centrocampista segnò un gol verso la fine del match che mandò la sua squadra ai quarti di finale. L'11 aprile 2008, Fàbregas fu nominato per i premi Giocatore dell'anno della PFA e Giovane dell'anno della PFA per il secondo anno consecutivo; fu successivamente incoronato come vincitore di quest'ultimo e fu inserito nella Squadra dell'anno della PFA, oltre a vincere l'Arsenal's Player of the Season per la seconda volta. Ma l'Arsenal non riuscì comunque a rimanere in testa al campionato, oltre a essere eliminata dalle coppe, completando così un'altra stagione senza trofei.

###### Il periodo da capitano

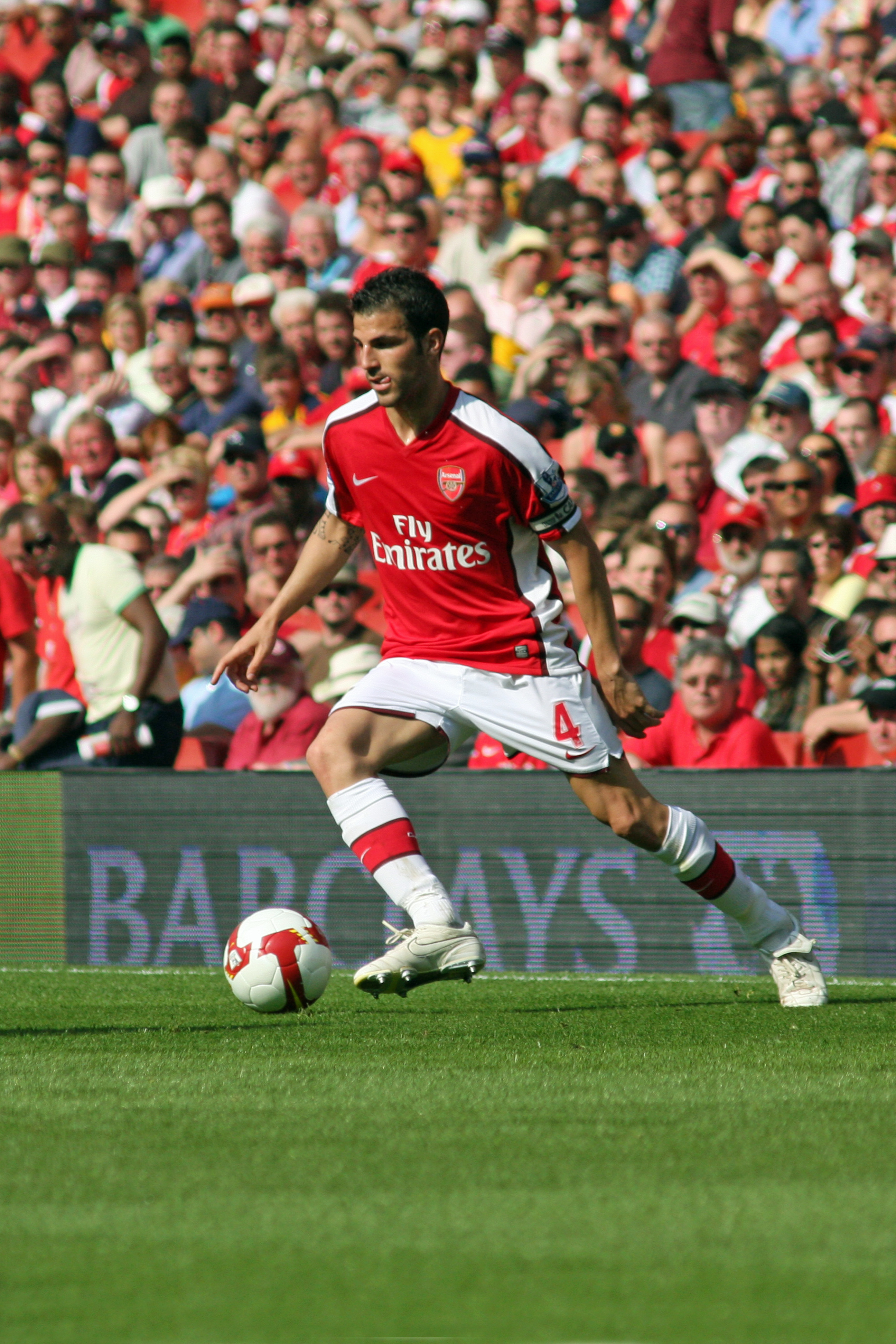
Fàbregas nel 2009 con la fascia di capitano dei Gunners.

Il 24 novembre 2008, a quattordici gare in campionato nella stagione 2008-2009, Fàbregas venne nominato capitano dell'Arsenal per sostituire William Gallas. Ma proprio quando la squadra londinese, dopo un brutto inizio di campionato, sembrava tornare in lotta per il titolo, allo spagnolo venne diagnosticato un infortunio al legamento del ginocchio destro, che lo avrebbe costretto a rimanere fuori dai campi da gioco per svariati mesi. Tornò in campo nell'aprile 2009 per la partita contro il Manchester City finita 2-0 per i Gunners, dove lo spagnolo regalò due assist. I Gunners finirono comunque la stagione senza trofei, arrivando quarti in campionato e venendo eliminati dalla Champions League in semifinale..
La stagione 2009-2010 è stata la stagione migliore di Fabregas soprattutto dal punto di vista realizzativo. Nella prima giornata di campionato realizza due gol nella partita del 15 agosto 2009 contro l'Everton finita 6 a 1. Il 19 settembre arriva il terzo gol in campionato contro il Wigan dove l'Arsenal vince la partita per 4 a 0. Contro l'AZ Alkmaar del 20 ottobre 3 partita di Champions League segna il gol del momentaneo vantaggio dell'1 a 0 partita poi finita 1 a 1 con gol di David Mendes da Silva. Il 27 dicembre realizza la sua seconda doppietta in Premier, nella partita giocata a Londra contro l'Aston Villa. Segna contro il Burnley finita 3 a 1 giocata il 6 marzo 2010. Va a segno anche il 13 marzo contro l'Hull City e il 20 marzo contro il West Ham Utd. Il 31 marzo 2010, nel corso del quarto di finale d'andata di UEFA Champions League contro il Barcellona (2-2 a Londra) si infortuna all'83' nell'azione che porta al rigore da lui stesso trasformato. Il giorno successivo viene rivelato che si tratta di una microfrattura al perone, che necessiterà di sei settimane di stop; riesce comunque a prendere parte al mondiale in Sudafrica dove, anche se partendo sempre dalla panchina, fornisce il suo contributo alla nazionale spagnola per la vittoria del suo primo titolo iridato. Conclude la stagione con 36 presenze e 19 gol.
Contro il Braga il 15 settembre 2010 in UEFA Champions League sigla una doppietta, di cui un gol su rigore, contribuendo alla vittoria per 6 a 0. Il 18 settembre arriva il primo gol in stagione nella partita pareggiata 1 a 1 contro il Sunderland. Il 14 novembre contro l'Everton segna e viene anche ammonito ma l'Arsenal riesce a vincere per 2 a 1. Nella gara di ritorno contro il Chelsea segna il gol 2 a 0 al 51' di gioco partita vinta 3 a 1. In FA Cup il primo gol arriva l'8 gennaio 2011 contro il Leeds Utd riuscendo a pareggiare la partita al 90' su rigore. L'8 marzo gioca per la prima volta al Camp Nou nella partita persa per 3 a 1 negli ottavi di finale contro il Barcellona.

##### Ritorno al Barcellona

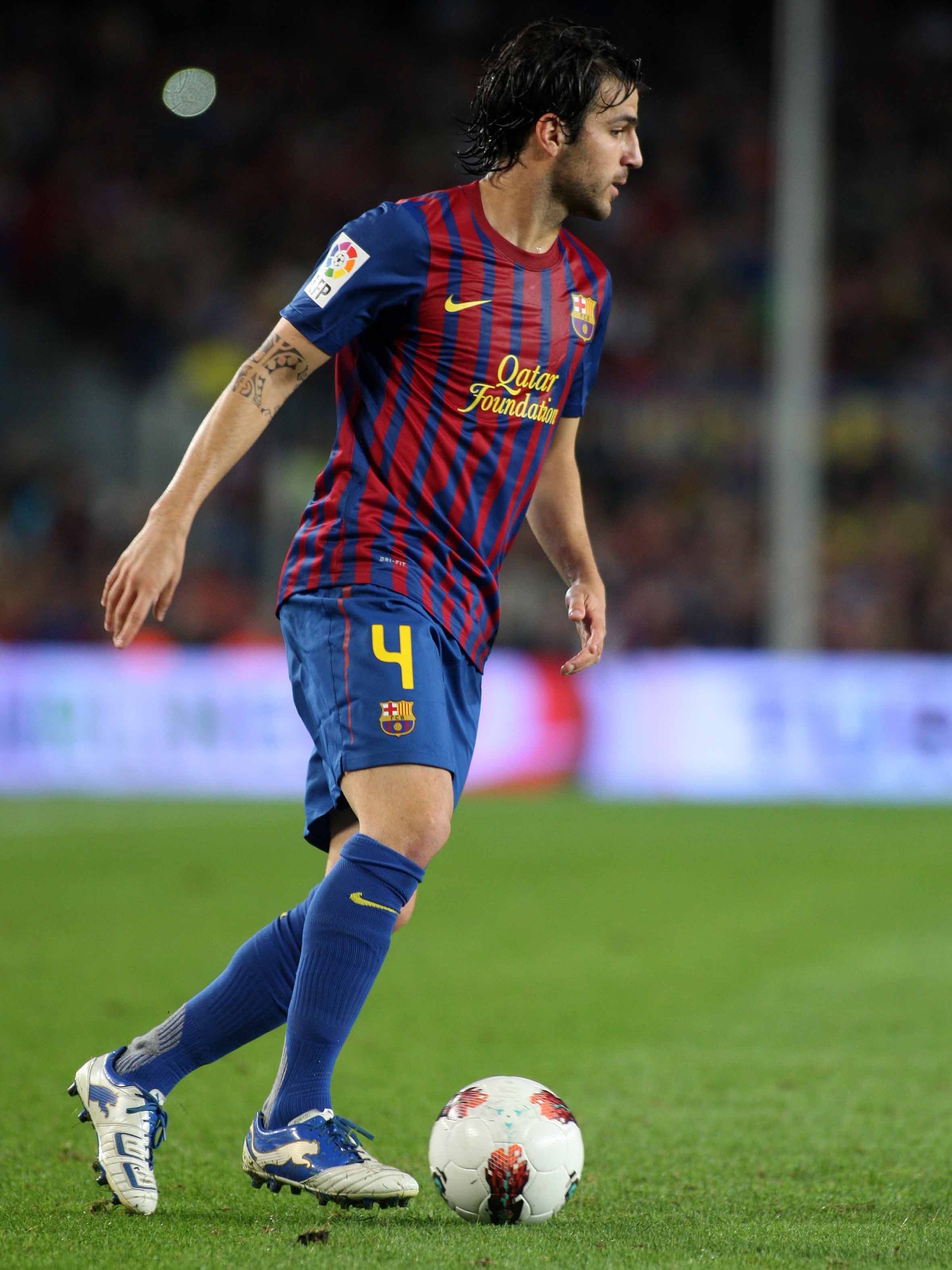
Fàbregas al Barcellona nel 2011

Il 15 agosto 2011 viene ufficializzato il suo trasferimento a titolo definitivo al Barcellona, con cui sottoscrive un contratto con clausola rescissoria di 200 milioni di euro, pagandolo 34 milioni di euro più 6 di bonus. Due giorni dopo, all'esordio ufficiale in maglia blaugrana, conquista la Supercoppa spagnola, ottenuta battendo i rivali del Real Madrid.
Il primo gol ufficiale con il Barcellona arriva il 26 agosto 2011, in occasione della Supercoppa UEFA. Lo spagnolo mette a segno la rete del definitivo 2-0 ai danni del Porto, contribuendo alla conquista del trofeo. Il secondo gol con la maglia blaugrana arriva il 29 agosto nella prima giornata di Liga contro il Villarreal, partita terminata con un pesante 5-0. Il 2 novembre nella partita di UEFA Champions League contro il Viktoria Plzeň segna il primo gol nella competizione con la maglia del Barcellona, partita finita 4 a 0. Il 3 dicembre 2011 realizza la sua prima doppietta con il Barcellona nella partita vinta 5 a 0 contro il Levante. Il 10 dicembre 2011 contro il Real Madrid segna il suo primo gol nel Clásico. L'8 febbraio 2012 sigla il primo gol nella semifinale di Coppa del Re 2011-2012 vinta per 2-0 contro il Valencia e permette al Barcellona di qualificarsi alla finale contro l'Athletic Bilbao. Il 6 aprile 2013 mette a segno la sua prima tripletta con la casacca blaugrana, nella vittoria casalinga per 5-0 contro il Maiorca.

##### Chelsea

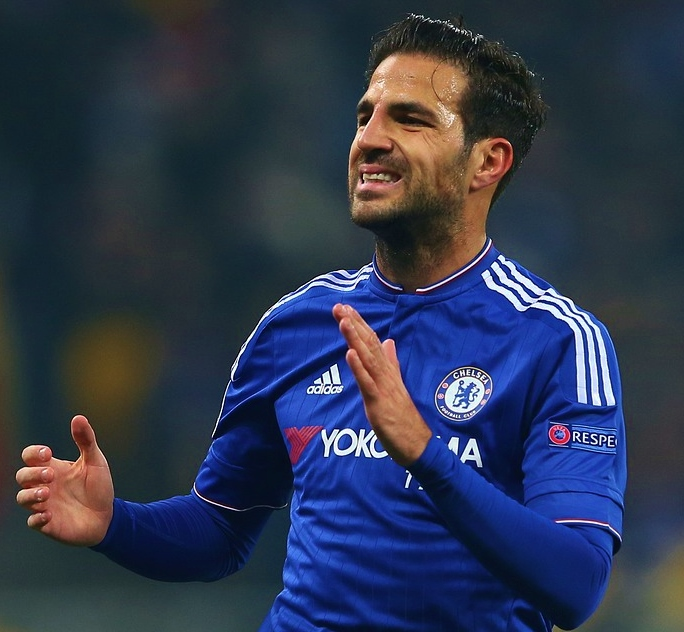
Fàbregas al Chelsea, nel corso della trasferta di UEFA Champions League 2015-2016 contro la.

Il 12 giugno 2014 viene ufficializzato il ritorno di Fàbregas a Londra per 33 milioni di euro, stavolta sulla sponda del Chelsea; continua a vestire la maglia numero quattro.
Il 13 settembre 2014, dopo avere fornito due assist nella vittoria casalinga per 4-2 contro lo Swansea City, diventa il primo giocatore nella storia della Premier League a registrare almeno un assist in sei partite consecutive, quattro per i Blues e due per l'Arsenal nella stagione 2010-2011. Il 17 settembre 2014 segna il suo primo gol con la nuova maglia, nella gara dei gironi di Champions League contro lo Schalke 04, pareggiata 1-1. Il 31 dicembre 2016, nella vittoria per 4-2 contro lo Stoke City a Stamford Bridge, serve due assist raggiungendo così quota 100 assist in Premier League.

##### Monaco, Como e ritiro
Dopo quattro stagioni e mezzo con i Blues, l'11 gennaio 2019 passa a titolo definitivo al Monaco. Il 18 giugno 2022, dopo avere messo insieme quattro gol e sette assist in 68 presenze complessive, il club biancorosso annuncia la fine del rapporto con il calciatore avendo deciso di non rinnovargli il contratto in scadenza a fine mese; frenato dapprima dal COVID-19 e poi da numerosi infortuni durante l'ultima sua stagione nel Principato, fa le ultime apparizioni in maglia monegasca nelle file della squadra riserve militante nella quarta divisione francese.

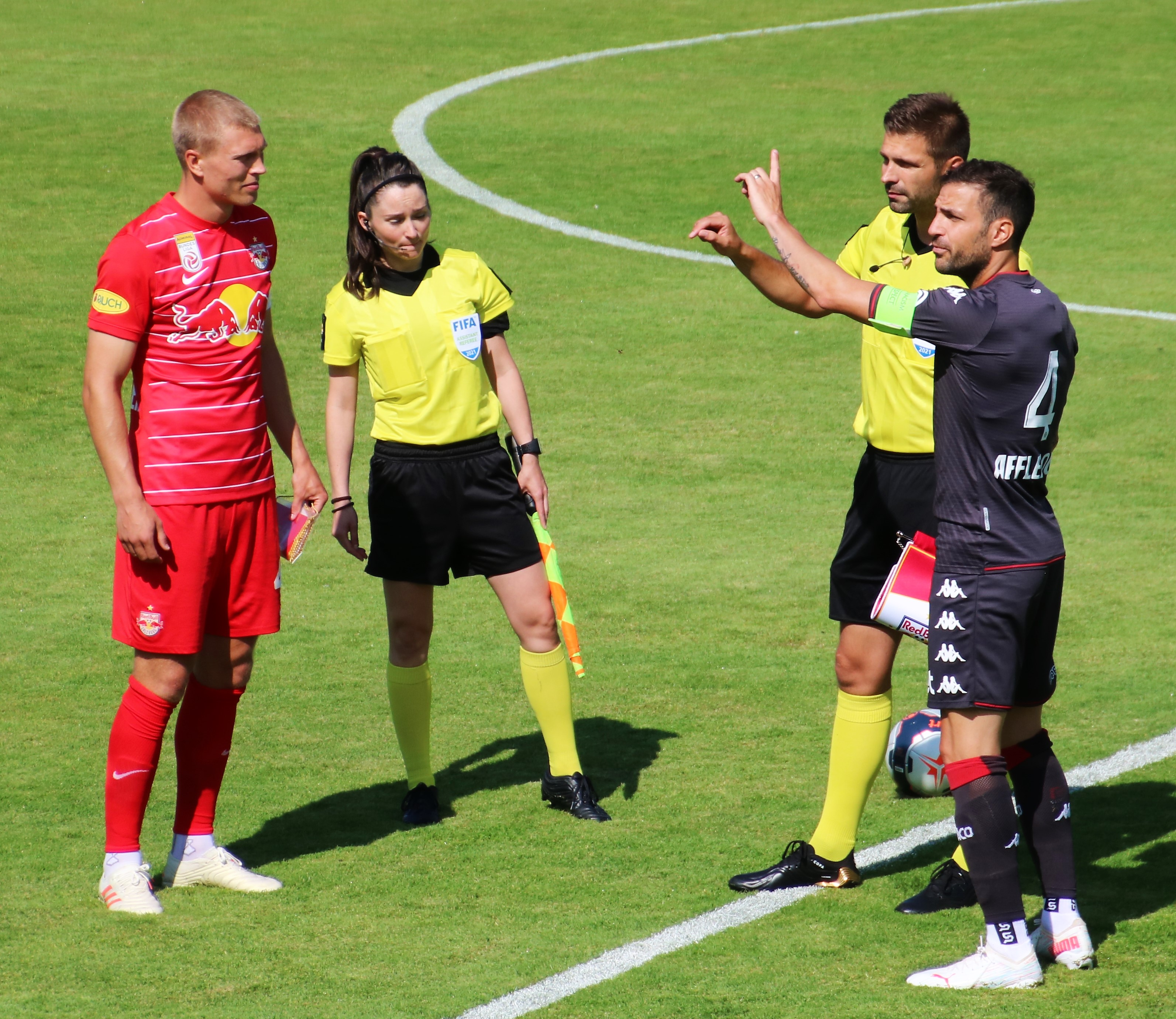
Fàbregas (a destra) capitano del Monaco nel precampionato 2021-2022

Il successivo 1º agosto viene ingaggiato a parametro zero dal Como, militante in Serie B. Esordisce in maglia lariana il 29 dello stesso mese, subentrando al 72' della partita interna con il Brescia, persa per 1-0. A fine stagione annuncia il proprio ritiro dal calcio giocato.

#### Nazionale

##### Nazionali giovanili
Regolarmente selezionato per la Nazionale di calcio della Spagna, Fàbregas cominciò la sua carriera internazionale a livelli giovanili. Alla fine del mondiale Under-17 2003 in Finlandia, si classificò come capocannoniere del torneo nonostante giocasse a centrocampo, e fu eletto Calciatore del Torneo. La Spagna in quell'occasione si classificò seconda dietro al Brasile. Fàbregas fu successivamente impegnato nell'europeo Under-17 2004, dove la Spagna arrivò nuovamente seconda. Il ragazzo incise molto anche questa volta, e fu nominato il Ragazzo d'Oro del torneo.

##### Nazionale maggiore
Dopo essersi confermato uno dei giocatori chiave dell'Arsenal solamente alla sua seconda stagione, Fàbregas non dovette attendere molto per essere chiamato in nazionale maggiore. Notando il suo stato di forma in Champions League, il tecnico Luis Aragonés convocò il ragazzo per un'amichevole contro la Costa d'Avorio. Con questa partita Fàbregas divenne il più giovane calciatore a giocare per la Spagna negli ultimi 70 anni. Ricevette buone critiche per il suo debutto, anche per avere partecipato attivamente all'azione del vantaggio spagnolo in una partita vinta poi 3-2.

###### Mondiale 2006
Il 15 maggio 2006, a 19 anni, Fàbregas venne inserito nella lista dei convocati per il campionato del mondo 2006. Durante il torneo, nei primi due match della Spagna giocò solamente un tempo a partita come sostituto, contribuendo però con un assist a Fernando Torres nella partita vinta 3-1 contro la Tunisia. Nella terza partita, contro l'Arabia Saudita, Fàbregas non rimase più tra le riserve (come l'allora compagno di squadra José Antonio Reyes). Il centrocampista spagnolo giocò tutta la partita, prendendo il posto di Marcos Senna. solamente contro la Francia, nella fase a eliminazione diretta, match in cui la Spagna perse 3-1. Fàbregas divenne il più giovane calciatore spagnolo di tutti i tempi a partecipare a un mondiale, quando al 77', nella partita d'esordio contro l'Ucraina vinta per 4-0, entrò in campo sostituendo Luis García: era il 13 giugno 2006 e aveva 19 anni e 41 giorni. Per quindici anni fu il calciatore spagnolo più giovane ad avere giocato in un torneo con la massima selezione iberica: questo record venne battuto da Pedri nella prima gara giocata dalla Spagna a Euro 2020, pareggiata per 0-0 contro la Svezia, in cui Pedri giocò da titolare all'età di 18 anni e 201 giorni. Fu successivamente candidato per il premio Miglior giovane del Torneo, ma il trofeo andò al tedesco Lukas Podolski.

###### Vittoria a Euro 2008

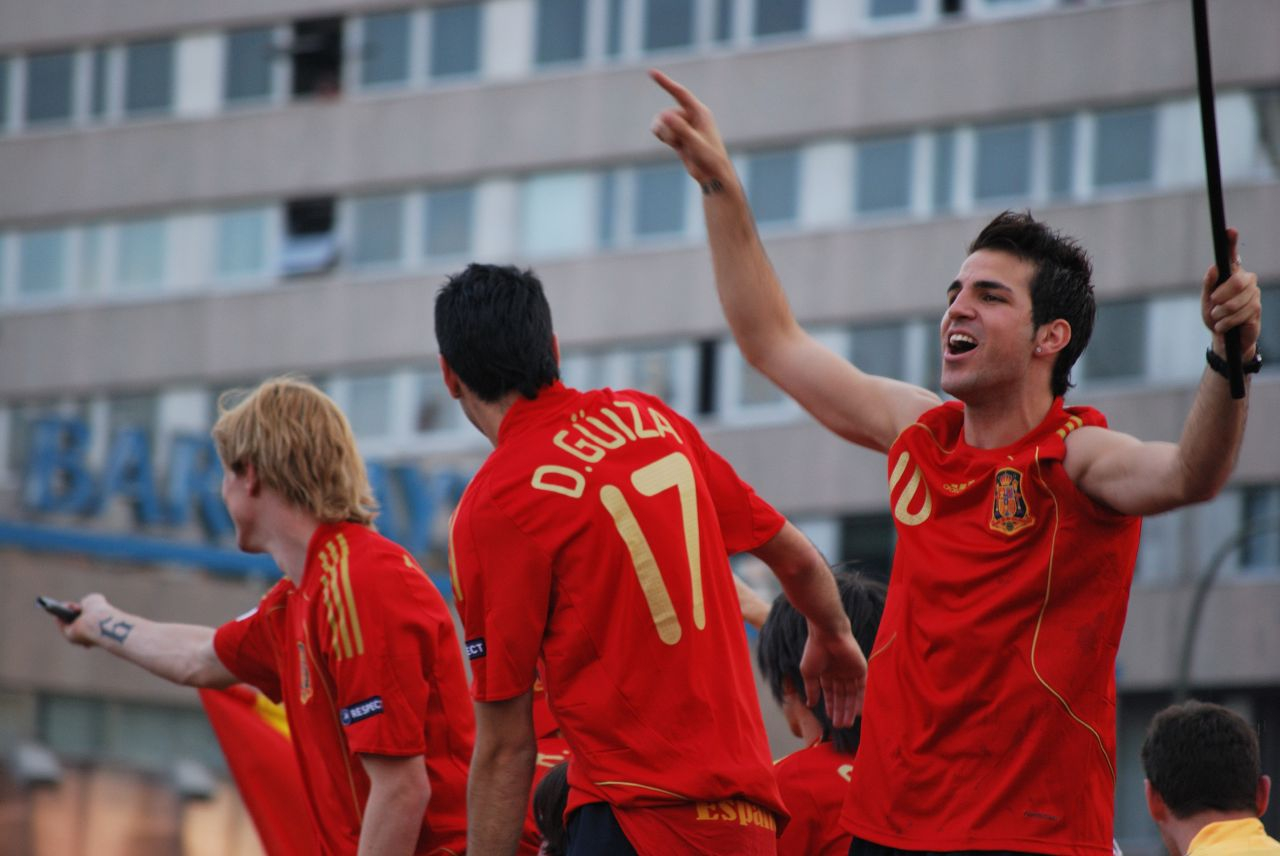
Fàbregas festeggia con i compagni la vittoria della Spagna al

Per il campionato d'Europa 2008 a Fàbregas venne assegnata la maglia numero dieci, nonostante figurasse poi in quasi tutte le partite come sostituto; ciò nonostante ebbe un considerevole impatto sul torneo della Spagna. Il 10 giugno 2008 segnò il suo primo gol in nazionale, nella partita d'esordio vinta 4-1 contro la Russia, servendo anche un assist. In seguito la Spagna vinse tutte e due le partite successive del girone, e incontrò l'Italia ai quarti di finale: in questa partita, Fàbregas segnò il tiro di rigore della vittoria, dopo che le squadre erano rimaste bloccate sullo 0-0 dopo i tempi supplementari. Nelle semifinali, la Spagna batté la Russia 3-0 con due suoi assist forniti dopo essere subentrato. In finale il ragazzo di Arenys de Mar trovò per la prima volta un posto da titolare contro la Germania, dove la Spagna si impose 1-0: questo significò il primo trofeo per gli iberici dal 1964. Per i suoi notevoli sforzi Fàbregas fu inserito nella Squadra del Torneo, una rosa di ventitré calciatori selezionata dal UEFA Technical Team.

###### Confederations Cup 2009
Dopo avere perso alcuni mesi a causa del suo infortunio Fàbregas riguadagnò il suo posto da titolare nella Spagna sotto il nuovo allenatore Vicente del Bosque. A giugno 2009 fu inserito nella rosa per la FIFA Confederations Cup 2009. Qui segnò il suo secondo gol internazionale nel primo turno contro la Nuova Zelanda, partita vinta 5-0. Nella semifinale contro gli Stati Uniti però, la Spagna fu sconfitta incredibilmente per 2-0, il che segnò la fine della serie vittoriosa che durava da 15 partite.
L'8 giugno 2010 è diventato, all'età di 23 anni, il giocatore più giovane ad avere vestito per cinquanta volte la maglia della nazionale spagnola.

###### Vittoria al mondiale 2010
Disputa il campionato del mondo 2010 in Sudafrica, nel giugno di quell'anno. Gioca i quarti di finale contro il Paraguay, in cui la Spagna vince 1-0; non gioca poi la vittoriosa semifinale contro la Germania. L'11 luglio 2010 si laurea campione del mondo, grazie al successo delle Furie Rosse nella finale di Johannesburg contro i Paesi Bassi, fornendo peraltro l'assist dell'1-0 finale ad Andrés Iniesta.
Dopo molti mesi di assenza torna nella partita amichevole contro il Cile, dove realizza una doppietta contribuendo alla vittoria per 3-2.

###### Vittoria a Euro 2012

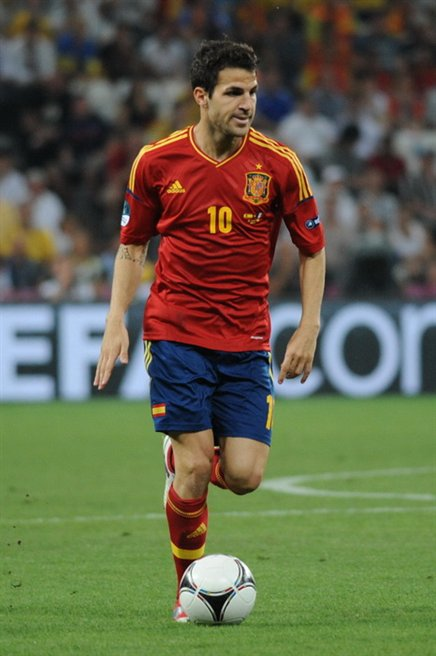
Fàbregas in azione per le Furie Rosse al

Il 29 maggio viene inserito nella lista dei ventitré convocati per disputare il campionato d'Europa 2012 che si giocherà in Ucraina e Polonia. Come nei precedenti quattro anni indossa la casacca numero dieci. Al 64' della partita d'esordio, che finirà 1-1 Spagna-Italia, sigla il primo gol iberico nell'edizione; nella seconda partita Fabregas va di nuovo in gol nella vittoria per 4-0 ai danni dell'Irlanda. Difende con successo il titolo europeo il 1º luglio con le Furie Rosse di Vicente del Bosque, sconfiggendo in finale ancora l'Italia per 4-0.

###### Mondiale 2014 ed Euro 2016
Prende parte al campionato del mondo 2014 in Brasile, dove tuttavia la Spagna campione uscente viene eliminata nella fase a gironi.
Viene convocato per il campionato d'Europa 2016 in Francia, dove viene impiegato nelle quattro partite disputate dalla Spagna, che viene eliminata dall'Italia agli ottavi di finale. La gara disputata il 29 giugno allo Stade de France contro gli Azzurri è, a soli 29 anni, l'ultima presenza di Fàbregas in nazionale, che di seguito non viene più preso in considerazione dal nuovo CT Julen Lopetegui.
Chiude la sua carriera in nazionale, durata dieci anni, con 110 presenze e 15 gol.

### Allenatore

#### Como

##### Giovanili
Il 1º luglio 2023, contestualmente all'annuncio del suo ritiro dal calcio giocato, il Como ne annuncia l'ingaggio come tecnico della squadra Primavera.
Il 13 novembre dello stesso anno, dopo che la società lariana ha sollevato dall'incarico Moreno Longo, Fàbregas viene promosso ad interim alla guida della prima squadra. Debutta in panchina il 25 dello stesso mese, nel successo interno 2-1 sulla Feralpisalò valevole per il campionato di Serie B. Sprovvisto di patentino per allenare una squadra professionistica, e scaduta la proroga concessa dalla FIGC, il 20 dicembre seguente viene affiancato da Osian Roberts, rimanendo nello staff della prima squadra, con la quale raggiunge la promozione in Serie A dopo 20 anni.

##### Prima squadra
Il 19 luglio 2024 assume la guida tecnica effettiva del Como. Nella stagione seguente porta la squadra lariana a un'agevole salvezza in Serie A, al termine di un campionato concluso al decimo posto, a quota 49 punti – rispettivamente il miglior piazzamento e il record di punti per i comaschi in massima serie –; in particolare, con una striscia di 6 vittorie consecutive eguaglia il primato per una neopromossa, che apparteneva alla sola Lazio.

## Statistiche

### Presenze e reti nei club
| Stagione          | Squadra           | Campionato        | Campionato | Campionato | Coppe nazionali | Coppe nazionali | Coppe nazionali | Coppe continentali | Coppe continentali | Coppe continentali | Altre coppe | Altre coppe | Altre coppe | Totale | Totale |
| Stagione          | Squadra           | Comp              | Pres       | Reti       | Comp            | Pres            | Reti            | Comp               | Pres               | Reti               | Comp        | Pres        | Reti        | Pres   | Reti   |
| ----------------- | ----------------- | ----------------- | ---------- | ---------- | --------------- | --------------- | --------------- | ------------------ | ------------------ | ------------------ | ----------- | ----------- | ----------- | ------ | ------ |
| 2003-2004         | Arsenal           | PL                | 0          | 0          | FACup+CdL       | 0+3             | 0+1             | UCL                | 0                  | 0                  | CS          | 0           | 0           | 3      | 1      |
| 2004-2005         | Arsenal           | PL                | 33         | 2          | FACup+CdL       | 6+1             | 0               | UCL                | 5                  | 1                  | CS          | 1           | 0           | 46     | 3      |
| 2005-2006         | Arsenal           | PL                | 35         | 3          | FACup+CdL       | 0+1             | 0               | UCL                | 13                 | 1                  | CS          | 1           | 1           | 50     | 5      |
| 2006-2007         | Arsenal           | PL                | 38         | 2          | FACup+CdL       | 2+4             | 0               | UCL                | 10                 | 2                  | -           | -           | -           | 54     | 4      |
| 2007-2008         | Arsenal           | PL                | 32         | 7          | FACup+CdL       | 2+1             | 0               | UCL                | 10                 | 6                  | -           | -           | -           | 45     | 13     |
| 2008-2009         | Arsenal           | PL                | 22         | 3          | FACup+CdL       | 1+0             | 0               | UCL                | 10                 | 0                  | -           | -           | -           | 33     | 3      |
| 2009-2010         | Arsenal           | PL                | 27         | 15         | FACup+CdL       | 1+0             | 0               | UCL                | 8                  | 4                  | -           | -           | -           | 36     | 19     |
| 2010-2011         | Arsenal           | PL                | 25         | 3          | FACup+CdL       | 3+3             | 2+1             | UCL                | 5                  | 3                  | -           | -           | -           | 36     | 9      |
| Totale Arsenal    | Totale Arsenal    | Totale Arsenal    | 212        | 35         |                 | 28              | 4               |                    | 61                 | 17                 |             | 2           | 1           | 303    | 57     |
| 2011-2012         | Barcellona        | PD                | 28         | 9          | CR              | 8               | 3               | UCL                | 9                  | 1                  | SS+SU+Cmc   | 1+1+1       | 0+1+1       | 48     | 15     |
| 2012-2013         | Barcellona        | PD                | 32         | 11         | CR              | 7               | 2               | UCL                | 8                  | 1                  | SS          | 1           | 0           | 48     | 14     |
| 2013-2014         | Barcellona        | PD                | 36         | 8          | CR              | 8               | 4               | UCL                | 9                  | 1                  | SS          | 2           | 0           | 55     | 13     |
| Totale Barcellona | Totale Barcellona | Totale Barcellona | 96         | 28         |                 | 23              | 9               |                    | 26                 | 3                  |             | 6           | 2           | 151    | 42     |
| 2014-2015         | Chelsea           | PL                | 34         | 3          | FACup+CdL       | 1+4             | 0               | UCL                | 8                  | 2                  | -           | -           | -           | 47     | 5      |
| 2015-2016         | Chelsea           | PL                | 37         | 5          | FACup+CdL       | 4+0             | 0               | UCL                | 7                  | 1                  | CS          | 1           | 0           | 49     | 6      |
| 2016-2017         | Chelsea           | PL                | 29         | 5          | FACup+CdL       | 6+2             | 0+2             | -                  | -                  | -                  | -           | -           | -           | 37     | 7      |
| 2017-2018         | Chelsea           | PL                | 32         | 2          | FACup+CdL       | 4+4             | 0               | UCL                | 8                  | 1                  | CS          | 1           | 0           | 49     | 3      |
| 2018-gen. 2019    | Chelsea           | PL                | 6          | 0          | FACup+CdL       | 1+3             | 0+1             | UEL                | 5                  | 0                  | CS          | 1           | 0           | 16     | 1      |
| Totale Chelsea    | Totale Chelsea    | Totale Chelsea    | 138        | 15         |                 | 29              | 3               |                    | 28                 | 4                  |             | 3           | 0           | 198    | 22     |
| gen.-giu. 2019    | Monaco            | L1                | 13         | 1          | CF+CdL          | 1+1             | 0               | UCL                | 0                  | 0                  | -           | -           | -           | 15     | 1      |
| 2019-2020         | Monaco            | L1                | 18         | 0          | CF+CdL          | 2+2             | 0               | -                  | -                  | -                  | -           | -           | -           | 22     | 0      |
| 2020-2021         | Monaco            | L1                | 21         | 2          | CF              | 5               | 1               | -                  | -                  | -                  | -           | -           | -           | 26     | 3      |
| 2021-2022         | Monaco            | L1                | 2          | 0          | CF              | 0               | 0               | UCL+UEL            | 2+1                | 0                  | -           | -           | -           | 5      | 0      |
| Totale Monaco     | Totale Monaco     | Totale Monaco     | 54         | 3          |                 | 11              | 1               |                    | 3                  | 0                  |             | -           | -           | 68     | 4      |
| 2021-2022         | Monaco 2          | N2                | 3          | 0          | -               | -               | -               | -                  | -                  | -                  | -           | -           | -           | 3      | 0      |
| 2022-2023         | Como              | B                 | 17         | 0          | CI              | -               | -               | -                  | -                  | -                  | -           | -           | -           | 17     | 0      |
| Totale carriera   | Totale carriera   | Totale carriera   | 520        | 81         |                 | 91              | 17              |                    | 118                | 24                 |             | 11          | 3           | 740    | 125    |

### Cronologia presenze e reti in nazionale
| Cronologia completa delle presenze e delle reti in nazionale ― Spagna | Cronologia completa delle presenze e delle reti in nazionale ― Spagna | Cronologia completa delle presenze e delle reti in nazionale ― Spagna | Cronologia completa delle presenze e delle reti in nazionale ― Spagna | Cronologia completa delle presenze e delle reti in nazionale ― Spagna | Cronologia completa delle presenze e delle reti in nazionale ― Spagna | Cronologia completa delle presenze e delle reti in nazionale ― Spagna | Cronologia completa delle presenze e delle reti in nazionale ― Spagna |
| Data                                                                  | Città                                                                 | In casa                                                               | Risultato                                                             | Ospiti                                                                | Competizione                                                          | Reti                                                                  | Note                                                                  |
| --------------------------------------------------------------------- | --------------------------------------------------------------------- | --------------------------------------------------------------------- | --------------------------------------------------------------------- | --------------------------------------------------------------------- | --------------------------------------------------------------------- | --------------------------------------------------------------------- | --------------------------------------------------------------------- |
| 1-3-2006                                                              | Valladolid                                                            | Spagna                                                                | 3 – 2                                                                 | Costa d'Avorio                                                        | Amichevole                                                            | -                                                                     |                                                                       |
| 27-5-2006                                                             | Albacete                                                              | Spagna                                                                | 0 – 0                                                                 | Russia                                                                | Amichevole                                                            | -                                                                     | 46’                                                                   |
| 3-6-2006                                                              | Elche                                                                 | Spagna                                                                | 2 – 0                                                                 | Egitto                                                                | Amichevole                                                            | -                                                                     | 70’                                                                   |
| 7-6-2006                                                              | Ginevra                                                               | Spagna                                                                | 2 – 1                                                                 | Croazia                                                               | Amichevole                                                            | -                                                                     | 74’                                                                   |
| 14-6-2006                                                             | Lipsia                                                                | Spagna                                                                | 4 – 0                                                                 | Ucraina                                                               | Mondiali 2006 - 1º turno                                              | -                                                                     | 77’                                                                   |
| 19-6-2006                                                             | Stoccarda                                                             | Spagna                                                                | 3 – 1                                                                 | Tunisia                                                               | Mondiali 2006 - 1º turno                                              | -                                                                     | 46’                                                                   |
| 23-6-2006                                                             | Kaiserslautern                                                        | Arabia Saudita                                                        | 0 – 1                                                                 | Spagna                                                                | Mondiali 2006 - 1º turno                                              | -                                                                     | 66’                                                                   |
| 27-6-2006                                                             | Hannover                                                              | Spagna                                                                | 1 – 3                                                                 | Francia                                                               | Mondiali 2006 - Ottavi di finale                                      | -                                                                     |                                                                       |
| 15-8-2006                                                             | Reykjavík                                                             | Islanda                                                               | 0 – 0                                                                 | Spagna                                                                | Amichevole                                                            | -                                                                     | 68’                                                                   |
| 2-9-2006                                                              | Badajoz                                                               | Spagna                                                                | 4 – 0                                                                 | Liechtenstein                                                         | Qual. Euro 2008                                                       | -                                                                     | 63’                                                                   |
| 6-9-2006                                                              | Belfast                                                               | Irlanda del Nord                                                      | 3 – 2                                                                 | Spagna                                                                | Qual. Euro 2008                                                       | -                                                                     | 29’                                                                   |
| 7-10-2006                                                             | Solna                                                                 | Svezia                                                                | 2 – 0                                                                 | Spagna                                                                | Qual. Euro 2008                                                       | -                                                                     | 46’                                                                   |
| 11-10-2006                                                            | Murcia                                                                | Spagna                                                                | 2 – 1                                                                 | Argentina                                                             | Amichevole                                                            | -                                                                     | 76’                                                                   |
| 15-11-2006                                                            | Cadice                                                                | Spagna                                                                | 0 – 1                                                                 | Romania                                                               | Amichevole                                                            | -                                                                     | 46’                                                                   |
| 7-2-2007                                                              | Manchester                                                            | Spagna                                                                | 2 – 1                                                                 | Danimarca                                                             | Qual. Euro 2008                                                       | -                                                                     | 74’                                                                   |
| 6-6-2007                                                              | Vaduz                                                                 | Liechtenstein                                                         | 0 – 2                                                                 | Spagna                                                                | Qual. Euro 2008                                                       | -                                                                     | 6’ 67’                                                                |
| 22-8-2007                                                             | Salonicco                                                             | Grecia                                                                | 2 – 3                                                                 | Spagna                                                                | Amichevole                                                            | -                                                                     | 82’                                                                   |
| 12-9-2007                                                             | Oviedo                                                                | Spagna                                                                | 2 – 0                                                                 | Lettonia                                                              | Qual. Euro 2008                                                       | -                                                                     | 70’                                                                   |
| 13-10-2007                                                            | Aarhus                                                                | Danimarca                                                             | 1 – 3                                                                 | Spagna                                                                | Qual. Euro 2008                                                       | -                                                                     | 78’                                                                   |
| 17-10-2007                                                            | Helsinki                                                              | Finlandia                                                             | 0 – 0                                                                 | Spagna                                                                | Amichevole                                                            | -                                                                     | 74’                                                                   |
| 17-11-2007                                                            | Madrid                                                                | Spagna                                                                | 3 – 0                                                                 | Svezia                                                                | Qual. Euro 2008                                                       | -                                                                     |                                                                       |
| 21-11-2007                                                            | Las Palmas                                                            | Spagna                                                                | 1 – 0                                                                 | Irlanda del Nord                                                      | Qual. Euro 2008                                                       | -                                                                     | 47’                                                                   |
| 6-2-2008                                                              | Malaga                                                                | Spagna                                                                | 1 – 0                                                                 | Francia                                                               | Amichevole                                                            | -                                                                     |                                                                       |
| 26-3-2008                                                             | Elche                                                                 | Spagna                                                                | 1 – 0                                                                 | Italia                                                                | Amichevole                                                            | -                                                                     | 68’                                                                   |
| 31-5-2008                                                             | Huelva                                                                | Spagna                                                                | 2 – 1                                                                 | Perù                                                                  | Amichevole                                                            | -                                                                     | 46’                                                                   |
| 4-6-2008                                                              | Santander                                                             | Spagna                                                                | 1 – 0                                                                 | Stati Uniti                                                           | Amichevole                                                            | -                                                                     | 84’                                                                   |
| 10-6-2008                                                             | Innsbruck                                                             | Spagna                                                                | 4 – 1                                                                 | Russia                                                                | Euro 2008 - 1º turno                                                  | 1                                                                     | 54’                                                                   |
| 14-6-2008                                                             | Innsbruck                                                             | Svezia                                                                | 1 – 2                                                                 | Spagna                                                                | Euro 2008 - 1º turno                                                  | -                                                                     | 58’                                                                   |
| 18-6-2008                                                             | Salisburgo                                                            | Grecia                                                                | 1 – 2                                                                 | Spagna                                                                | Euro 2008 - 1º turno                                                  | -                                                                     |                                                                       |
| 22-6-2008                                                             | Vienna                                                                | Spagna                                                                | 0 – 0 dts (4 - 2 dtr)                                                 | Italia                                                                | Euro 2008 - Quarti di finale                                          | -                                                                     | 60’                                                                   |
| 26-6-2008                                                             | Vienna                                                                | Russia                                                                | 0 – 3                                                                 | Spagna                                                                | Euro 2008 - Semifinale                                                | -                                                                     | 35’                                                                   |
| 29-6-2008                                                             | Vienna                                                                | Germania                                                              | 0 – 1                                                                 | Spagna                                                                | Euro 2008 - Finale                                                    | -                                                                     | 63’                                                                   |
| 6-9-2008                                                              | Murcia                                                                | Spagna                                                                | 1 – 0                                                                 | Bosnia ed Erzegovina                                                  | Qual. Mondiali 2010                                                   | -                                                                     | 65’                                                                   |
| 10-9-2008                                                             | Albacete                                                              | Spagna                                                                | 4 – 0                                                                 | Armenia                                                               | Qual. Mondiali 2010                                                   | -                                                                     | 74’                                                                   |
| 11-10-2008                                                            | Tallinn                                                               | Estonia                                                               | 0 – 3                                                                 | Spagna                                                                | Qual. Mondiali 2010                                                   | -                                                                     | 70’                                                                   |
| 15-10-2008                                                            | Bruxelles                                                             | Belgio                                                                | 1 – 2                                                                 | Spagna                                                                | Qual. Mondiali 2010                                                   | -                                                                     | 16’ 85’                                                               |
| 19-11-2008                                                            | Vila-real                                                             | Spagna                                                                | 3 – 0                                                                 | Cile                                                                  | Amichevole                                                            | -                                                                     | 58’                                                                   |
| 9-6-2009                                                              | Baku                                                                  | Azerbaigian                                                           | 0 – 6                                                                 | Spagna                                                                | Amichevole                                                            | -                                                                     | 46’                                                                   |
| 14-6-2009                                                             | Rustenburg                                                            | Nuova Zelanda                                                         | 0 – 5                                                                 | Spagna                                                                | Conf. Cup 2009 - 1º turno                                             | 1                                                                     |                                                                       |
| 20-6-2009                                                             | Bloemfontein                                                          | Spagna                                                                | 2 – 0                                                                 | Sudafrica                                                             | Conf. Cup 2009 - 1º turno                                             | -                                                                     |                                                                       |
| 24-6-2009                                                             | Bloemfontein                                                          | Spagna                                                                | 0 – 2                                                                 | Stati Uniti                                                           | Conf. Cup 2009 - Semifinale                                           | -                                                                     | 68’                                                                   |
| 12-8-2009                                                             | Skopje                                                                | Macedonia                                                             | 2 – 3                                                                 | Spagna                                                                | Amichevole                                                            | -                                                                     | 46’ 85’                                                               |
| 5-9-2009                                                              | La Coruña                                                             | Spagna                                                                | 5 – 0                                                                 | Belgio                                                                | Qual. Mondiali 2010                                                   | -                                                                     | 70’                                                                   |
| 9-9-2009                                                              | Mérida                                                                | Spagna                                                                | 3 – 0                                                                 | Estonia                                                               | Qual. Mondiali 2010                                                   | 1                                                                     |                                                                       |
| 10-10-2009                                                            | Erevan                                                                | Armenia                                                               | 1 – 2                                                                 | Spagna                                                                | Qual. Mondiali 2010                                                   | 1                                                                     |                                                                       |
| 14-11-2009                                                            | Madrid                                                                | Spagna                                                                | 2 – 1                                                                 | Argentina                                                             | Amichevole                                                            | -                                                                     | 61’                                                                   |
| 18-11-2009                                                            | Vienna                                                                | Austria                                                               | 1 – 5                                                                 | Spagna                                                                | Amichevole                                                            | 1                                                                     |                                                                       |
| 3-3-2010                                                              | Saint-Denis                                                           | Francia                                                               | 0 – 2                                                                 | Spagna                                                                | Amichevole                                                            | -                                                                     | 46’                                                                   |
| 3-6-2010                                                              | Innsbruck                                                             | Spagna                                                                | 1 – 0                                                                 | Corea del Sud                                                         | Amichevole                                                            | -                                                                     | 58’                                                                   |
| 8-6-2010                                                              | Murcia                                                                | Spagna                                                                | 6 – 0                                                                 | Polonia                                                               | Amichevole                                                            | 1                                                                     | 56’                                                                   |
| 21-6-2010                                                             | Johannesburg                                                          | Spagna                                                                | 2 – 0                                                                 | Honduras                                                              | Mondiali 2010 - 1º turno                                              | -                                                                     | 66’                                                                   |
| 25-6-2010                                                             | Pretoria                                                              | Cile                                                                  | 1 – 2                                                                 | Spagna                                                                | Mondiali 2010 - 1º turno                                              | -                                                                     | 55’                                                                   |
| 3-7-2010                                                              | Johannesburg                                                          | Spagna                                                                | 1 – 0                                                                 | Paraguay                                                              | Mondiali 2010 - Quarti di finale                                      | -                                                                     | 56’                                                                   |
| 11-7-2010                                                             | Johannesburg                                                          | Paesi Bassi                                                           | 0 – 1 dts                                                             | Spagna                                                                | Mondiali 2010 - Finale                                                | -                                                                     | 87’                                                                   |
| 11-8-2010                                                             | Città del Messico                                                     | Messico                                                               | 1 – 1                                                                 | Spagna                                                                | Amichevole                                                            | -                                                                     | 46’                                                                   |
| 3-9-2010                                                              | Vaduz                                                                 | Liechtenstein                                                         | 0 – 4                                                                 | Spagna                                                                | Qual. Euro 2012                                                       | -                                                                     | 46’                                                                   |
| 7-9-2010                                                              | Buenos Aires                                                          | Argentina                                                             | 4 – 1                                                                 | Spagna                                                                | Amichevole                                                            | -                                                                     | 24’ 56’                                                               |
| 17-11-2010                                                            | Lisbona                                                               | Portogallo                                                            | 4 – 0                                                                 | Spagna                                                                | Amichevole                                                            | -                                                                     | 46’ 72’                                                               |
| 2-9-2011                                                              | San Gallo                                                             | Spagna                                                                | 3 – 2                                                                 | Cile                                                                  | Amichevole                                                            | 2                                                                     | 63’                                                                   |
| 6-9-2011                                                              | Logroño                                                               | Spagna                                                                | 6 – 0                                                                 | Liechtenstein                                                         | Qual. Euro 2012                                                       | -                                                                     | 46’                                                                   |
| 12-11-2011                                                            | Londra                                                                | Inghilterra                                                           | 1 – 0                                                                 | Spagna                                                                | Amichevole                                                            | -                                                                     | 46’ 61’                                                               |
| 15-11-2011                                                            | San José                                                              | Costa Rica                                                            | 2 – 2                                                                 | Spagna                                                                | Amichevole                                                            | -                                                                     | 65’                                                                   |
| 29-2-2012                                                             | Malaga                                                                | Spagna                                                                | 5 – 0                                                                 | Venezuela                                                             | Amichevole                                                            | -                                                                     | 69’ 74’                                                               |
| 10-6-2012                                                             | Danzica                                                               | Spagna                                                                | 1 – 1                                                                 | Italia                                                                | Euro 2012 - 1º turno                                                  | 1                                                                     | 74’                                                                   |
| 14-6-2012                                                             | Danzica                                                               | Spagna                                                                | 4 – 0                                                                 | Irlanda                                                               | Euro 2012 - 1º turno                                                  | 1                                                                     | 74’                                                                   |
| 18-6-2012                                                             | Danzica                                                               | Croazia                                                               | 0 – 1                                                                 | Spagna                                                                | Euro 2012 - 1º turno                                                  | -                                                                     | 73’                                                                   |
| 23-6-2012                                                             | Donec'k                                                               | Spagna                                                                | 2 – 0                                                                 | Francia                                                               | Euro 2012 - Quarti di finale                                          | -                                                                     | 67’                                                                   |
| 27-6-2012                                                             | Donec'k                                                               | Spagna                                                                | 0 – 0 dts (4 - 2 dtr)                                                 | Portogallo                                                            | Euro 2012 - Semifinale                                                | -                                                                     | 54’                                                                   |
| 1-7-2012                                                              | Kiev                                                                  | Italia                                                                | 0 – 4                                                                 | Spagna                                                                | Euro 2012 - Finale                                                    | -                                                                     | 75’                                                                   |
| 15-8-2012                                                             | Bayamón                                                               | Porto Rico                                                            | 1 – 2                                                                 | Spagna                                                                | Amichevole                                                            | 1                                                                     |                                                                       |
| 7-9-2012                                                              | Pontevedra                                                            | Spagna                                                                | 5 – 0                                                                 | Arabia Saudita                                                        | Amichevole                                                            | -                                                                     | 46’                                                                   |
| 11-9-2012                                                             | Tbilisi                                                               | Georgia                                                               | 0 – 1                                                                 | Spagna                                                                | Qual. Mondiali 2014                                                   | -                                                                     | 80’                                                                   |
| 12-10-2012                                                            | Minsk                                                                 | Bielorussia                                                           | 0 – 4                                                                 | Spagna                                                                | Qual. Mondiali 2014                                                   | -                                                                     |                                                                       |
| 16-10-2012                                                            | Madrid                                                                | Spagna                                                                | 1 – 1                                                                 | Francia                                                               | Qual. Mondiali 2014                                                   | -                                                                     |                                                                       |
| 14-11-2012                                                            | Panama                                                                | Panama                                                                | 1 – 5                                                                 | Spagna                                                                | Amichevole                                                            | -                                                                     | 46’                                                                   |
| 6-2-2013                                                              | Doha                                                                  | Spagna                                                                | 3 – 1                                                                 | Uruguay                                                               | Amichevole                                                            | 1                                                                     |                                                                       |
| 22-3-2013                                                             | Gijón                                                                 | Spagna                                                                | 1 – 1                                                                 | Finlandia                                                             | Qual. Mondiali 2014                                                   | -                                                                     | 76’                                                                   |
| 26-3-2013                                                             | Saint-Denis                                                           | Francia                                                               | 0 – 1                                                                 | Spagna                                                                | Qual. Mondiali 2014                                                   | -                                                                     | 76’ 78’                                                               |
| 8-6-2013                                                              | Miami Gardens                                                         | Spagna                                                                | 2 – 1                                                                 | Haiti                                                                 | Amichevole                                                            | 1                                                                     | 59’                                                                   |
| 11-6-2013                                                             | New York                                                              | Spagna                                                                | 2 – 0                                                                 | Irlanda                                                               | Amichevole                                                            | -                                                                     | 59’                                                                   |
| 16-6-2013                                                             | Recife                                                                | Spagna                                                                | 2 – 1                                                                 | Uruguay                                                               | Conf. Cup 2013 - 1º turno                                             | -                                                                     | 65’                                                                   |
| 20-6-2013                                                             | Rio de Janeiro                                                        | Spagna                                                                | 10 – 0                                                                | Tahiti                                                                | Conf. Cup 2013 - 1º turno                                             | -                                                                     | 69’                                                                   |
| 23-6-2013                                                             | Fortaleza                                                             | Nigeria                                                               | 0 – 3                                                                 | Spagna                                                                | Conf. Cup 2013 - 1º turno                                             | -                                                                     | 54’                                                                   |
| 6-9-2013                                                              | Helsinki                                                              | Finlandia                                                             | 0 – 2                                                                 | Spagna                                                                | Qual. Mondiali 2014                                                   | -                                                                     | 71’                                                                   |
| 10-9-2013                                                             | Ginevra                                                               | Spagna                                                                | 2 – 2                                                                 | Cile                                                                  | Amichevole                                                            | -                                                                     | 43’ 46’                                                               |
| 11-10-2013                                                            | Palma di Maiorca                                                      | Spagna                                                                | 2 – 1                                                                 | Bielorussia                                                           | Qual. Mondiali 2014                                                   | -                                                                     | 84’                                                                   |
| 5-3-2014                                                              | Madrid                                                                | Spagna                                                                | 1 – 0                                                                 | Italia                                                                | Amichevole                                                            | -                                                                     | 46’                                                                   |
| 30-5-2014                                                             | Siviglia                                                              | Spagna                                                                | 2 – 0                                                                 | Bolivia                                                               | Amichevole                                                            | -                                                                     | 62’                                                                   |
| 7-6-2014                                                              | Landover                                                              | El Salvador                                                           | 0 – 2                                                                 | Spagna                                                                | Amichevole                                                            | -                                                                     | 46’                                                                   |
| 13-6-2014                                                             | Salvador                                                              | Spagna                                                                | 1 – 5                                                                 | Paesi Bassi                                                           | Mondiali 2014 - 1º turno                                              | -                                                                     | 78’                                                                   |
| 23-6-2014                                                             | Curitiba                                                              | Australia                                                             | 0 – 3                                                                 | Spagna                                                                | Mondiali 2014 - 1º turno                                              | -                                                                     | 68’                                                                   |
| 4-9-2014                                                              | Saint-Denis                                                           | Francia                                                               | 1 – 0                                                                 | Spagna                                                                | Amichevole                                                            | -                                                                     | 67’                                                                   |
| 8-9-2014                                                              | Valencia                                                              | Spagna                                                                | 5 – 1                                                                 | Macedonia                                                             | Qual. Euro 2016                                                       | -                                                                     | 83’                                                                   |
| 9-10-2014                                                             | Žilina                                                                | Slovacchia                                                            | 2 – 1                                                                 | Spagna                                                                | Qual. Euro 2016                                                       | -                                                                     |                                                                       |
| 31-3-2015                                                             | Amsterdam                                                             | Paesi Bassi                                                           | 2 – 0                                                                 | Spagna                                                                | Amichevole                                                            | -                                                                     | cap.                                                                  |
| 11-6-2015                                                             | León                                                                  | Spagna                                                                | 2 – 1                                                                 | Costa Rica                                                            | Amichevole                                                            | 1                                                                     | 83’                                                                   |
| 14-6-2015                                                             | Barysaŭ                                                               | Bielorussia                                                           | 0 – 1                                                                 | Spagna                                                                | Qual. Euro 2016                                                       | -                                                                     | 75’                                                                   |
| 5-9-2015                                                              | Oviedo                                                                | Spagna                                                                | 2 – 0                                                                 | Slovacchia                                                            | Qual. Euro 2016                                                       | -                                                                     | 67’                                                                   |
| 9-10-2015                                                             | Logroño                                                               | Spagna                                                                | 4 – 0                                                                 | Lussemburgo                                                           | Qual. Euro 2016                                                       | -                                                                     |                                                                       |
| 12-10-2015                                                            | Kiev                                                                  | Ucraina                                                               | 0 – 1                                                                 | Spagna                                                                | Qual. Euro 2016                                                       | -                                                                     | cap. - 64’                                                            |
| 13-11-2015                                                            | Alicante                                                              | Spagna                                                                | 2 – 0                                                                 | Inghilterra                                                           | Amichevole                                                            | -                                                                     |                                                                       |
| 24-3-2016                                                             | Udine                                                                 | Italia                                                                | 1 – 1                                                                 | Spagna                                                                | Amichevole                                                            | -                                                                     | 82’                                                                   |
| 27-3-2016                                                             | Cluj-Napoca                                                           | Romania                                                               | 0 – 0                                                                 | Spagna                                                                | Amichevole                                                            | -                                                                     | 60’                                                                   |
| 29-5-2016                                                             | San Gallo                                                             | Spagna                                                                | 3 – 1                                                                 | Bosnia ed Erzegovina                                                  | Amichevole                                                            | -                                                                     | cap. - 60’                                                            |
| 1-6-2016                                                              | Wals-Siezenheim                                                       | Spagna                                                                | 6 – 1                                                                 | Corea del Sud                                                         | Amichevole                                                            | 1                                                                     | 46’                                                                   |
| 7-6-2016                                                              | Getafe                                                                | Spagna                                                                | 0 – 1                                                                 | Georgia                                                               | Amichevole                                                            | -                                                                     | 46’                                                                   |
| 13-6-2016                                                             | Tolosa                                                                | Spagna                                                                | 1 – 0                                                                 | Rep. Ceca                                                             | Euro 2016 - 1º turno                                                  | -                                                                     | 70’                                                                   |
| 17-6-2016                                                             | Nizza                                                                 | Spagna                                                                | 3 – 0                                                                 | Turchia                                                               | Euro 2016 - 1º turno                                                  | -                                                                     | 71’                                                                   |
| 21-6-2016                                                             | Bordeaux                                                              | Croazia                                                               | 2 – 1                                                                 | Spagna                                                                | Euro 2016 - 1º turno                                                  | -                                                                     | 84’                                                                   |
| 27-6-2016                                                             | Saint-Denis                                                           | Italia                                                                | 2 – 0                                                                 | Spagna                                                                | Euro 2016 - Ottavi di finale                                          | -                                                                     |                                                                       |
| Totale                                                                |                                                                       | Presenze (9º posto)                                                   | 110                                                                   |                                                                       | Reti (16º posto)                                                      | 15                                                                    |                                                                       |

| Cronologia completa delle presenze e delle reti in nazionale ― Catalogna | Cronologia completa delle presenze e delle reti in nazionale ― Catalogna | Cronologia completa delle presenze e delle reti in nazionale ― Catalogna | Cronologia completa delle presenze e delle reti in nazionale ― Catalogna | Cronologia completa delle presenze e delle reti in nazionale ― Catalogna | Cronologia completa delle presenze e delle reti in nazionale ― Catalogna | Cronologia completa delle presenze e delle reti in nazionale ― Catalogna | Cronologia completa delle presenze e delle reti in nazionale ― Catalogna |
| Data                                                                     | Città                                                                    | In casa                                                                  | Risultato                                                                | Ospiti                                                                   | Competizione                                                             | Reti                                                                     | Note                                                                     |
| ------------------------------------------------------------------------ | ------------------------------------------------------------------------ | ------------------------------------------------------------------------ | ------------------------------------------------------------------------ | ------------------------------------------------------------------------ | ------------------------------------------------------------------------ | ------------------------------------------------------------------------ | ------------------------------------------------------------------------ |
| 25-5-2004                                                                | Barcellona                                                               | Catalogna                                                                | 2 – 5                                                                    | Brasile                                                                  | Amichevole                                                               | -                                                                        |                                                                          |
| 30-12-2011                                                               | Barcellona                                                               | Catalogna                                                                | 0 – 0                                                                    | Tunisia                                                                  | Amichevole                                                               | -                                                                        | 46’                                                                      |
| 30-12-2013                                                               | Barcellona                                                               | Catalogna                                                                | 4 – 1                                                                    | Capo Verde                                                               | Amichevole                                                               | -                                                                        |                                                                          |
| Totale                                                                   |                                                                          | Presenze                                                                 | 3                                                                        |                                                                          | Reti                                                                     | 0                                                                        |                                                                          |

### Statistiche da allenatore
Statistiche aggiornate al 16 agosto 2025.
| Stagione        | Squadra         | Campionato      | Campionato | Campionato | Campionato | Campionato | Coppe nazionali | Coppe nazionali | Coppe nazionali | Coppe nazionali | Coppe nazionali | Coppe continentali | Coppe continentali | Coppe continentali | Coppe continentali | Coppe continentali | Altre coppe | Altre coppe | Altre coppe | Altre coppe | Altre coppe | Totale | Totale | Totale | Totale | % Vittorie | Piazzamento |
| Stagione        | Squadra         | Comp            | G          | V          | N          | P          | Comp            | G               | V               | N               | P               | Comp               | G                  | V                  | N                  | P                  | Comp        | G           | V           | N           | P           | G      | V      | N      | P      | %          | Piazzamento |
| --------------- | --------------- | --------------- | ---------- | ---------- | ---------- | ---------- | --------------- | --------------- | --------------- | --------------- | --------------- | ------------------ | ------------------ | ------------------ | ------------------ | ------------------ | ----------- | ----------- | ----------- | ----------- | ----------- | ------ | ------ | ------ | ------ | ---------- | ----------- |
| nov.-dic. 2023  | Como            | B               | 5          | 3          | 1          | 1          | CI              | -               | -               | -               | -               | -                  | -                  | -                  | -                  | -                  | -           | -           | -           | -           | -           | 5      | 3      | 1      | 1      | 60,00      | Ad interim  |
| 2024-2025       | Como            | A               | 38         | 13         | 10         | 15         | CI              | 1               | 0               | 1               | 0               | -                  | -                  | -                  | -                  | -                  | -           | -           | -           | -           | -           | 39     | 13     | 11     | 15     | 33,33      | 10º         |
| 2025-2026       | Como            | A               | 0          | 0          | 0          | 0          | CI              | 1               | 1               | 0               | 0               | -                  | -                  | -                  | -                  | -                  | -           | -           | -           | -           | -           | 1      | 1      | 0      | 0      | 100,00&    | in corso    |
| Totale carriera | Totale carriera | Totale carriera | 43         | 16         | 11         | 16         |                 | 2               | 1               | 1               | 0               |                    | -                  | -                  | -                  | -                  |             | -           | -           | -           | -           | 45     | 17     | 12     | 16     | 37,78      |             |

## Palmarès

### Giocatore

#### Club

##### Competizioni nazionali
- Community Shield: 1

Arsenal: 2004
- Coppa d'Inghilterra: 2

Arsenal: 2004-2005
Chelsea: 2017-2018
- Supercoppa di Spagna: 2

Barcellona: 2011, 2013
- Coppa di Spagna: 1

Barcellona: 2011-2012
- Campionato spagnolo: 1

Barcellona: 2012-2013
- Coppa di Lega inglese: 1

Chelsea: 2014-2015
- Campionato inglese: 2

Chelsea: 2014-2015, 2016-2017

##### Competizioni internazionali
- Supercoppa UEFA: 1

Barcellona: 2011
- Coppa del mondo per club: 1

Barcellona: 2011

#### Nazionale
- Campionato d'Europa: 2

Austria-Svizzera 2008, Polonia-Ucraina 2012
- Campionato mondiale: 1

Sudafrica 2010

#### Individuale
- Scarpa d'oro del Mondiale Under-17: 1

2003 (5 gol)
- Pallone d'oro del Mondiale Under-17: 1

2003
- Golden Player Campionato europeo Under-17: 1

2004
- Trofeo Bravo: 1

2006
- European Golden Boy: 1

2006
- Squadra dell'anno UEFA: 2

2006, 2008
- FA Premier League Player of the Month: 2

gennaio 2007, settembre 2007
- ESM Team of the Year: 1

2007-2008
- Giovane dell'anno della PFA: 1

2007–2008
- Squadra dell'anno della PFA: 2

2008, 2010
- Squadra del torneo del Campionato europeo: 2

Austria-Svizzera 2008, Polonia-Ucraina 2012